# Вилас, Гильермо
| Рейтинг в конце года           | Рейтинг в конце года | Рейтинг в конце года | Рейтинг в конце года | Рейтинг в конце года |
| ------------------------------ | -------------------- | -------------------- | -------------------- | -------------------- |
| 1973                           |                      |                      | 31                   |                      |
| 1974                           |                      |                      | 5                    |                      |
| 1975                           |                      |                      | 2                    |                      |
| 1976                           |                      |                      | 6                    |                      |
| 1977                           |                      |                      | 2                    |                      |
| 1978                           |                      |                      | 3                    |                      |
| 1979                           |                      |                      | 6                    |                      |
| 1980                           |                      |                      | 4                    |                      |
| 1981                           |                      |                      | N/A                  |                      |
| 1982                           |                      |                      | 4                    |                      |
| 1983                           |                      |                      | 11                   |                      |
| 1984                           |                      |                      | 28                   |                      |
| 1985                           |                      |                      | 39                   |                      |
| 1986                           |                      |                      | 22                   |                      |
| 1987                           |                      |                      | 71                   |                      |
| 1988                           |                      |                      | 126                  |                      |
| источник: Рейтинг на сайте АТР |                      |                      |                      |                      |

Гилье́рмо Ви́лас (исп. Guillermo Vilas) (p. 17 августа 1952, Буэнос-Айрес) — аргентинский профессиональный теннисист.
- Рекордсмен по числу побед кряду (46 побед с июля по сентябрь 1977 года), сорекордсмен Открытой эры по числу выигранных турниров за сезон (17 в 1977 году)
- Четырёхкратный победитель турниров серии Большого шлема в одиночном разряде
- Победитель итогового турнира Мастерс (1974)
- Победитель 62 одиночных и 16 парных турниров Большого шлема, Гран-при и WCT за карьеру
- Финалист Кубка Дэвиса и победитель командного Кубка наций в составе сборной Аргентины
- Максимальное достижение в рейтинге ATP — 2-я позиция
- Член Международного зала теннисной славы с 1991 года

## Спортивная карьера

### 1970—1976
Гильермо Вилас выступал за сборную Аргентины в Кубке Дэвиса с 1970 года, когда ему ещё не было 18 лет, но впервые всерьёз обратил на себя внимание за пределами Аргентины, победив во втором круге Открытого чемпионата Франции действующего чемпиона — Андреса Химено. Он закончил сезон двойной победой — в одиночном и парном разряде — в Открытом чемпионате Южной Америки. В следующем году он выиграл семь профессиональных турниров, завершив год победой в Мельбурне на Мастерс — итоговом турнире тура Гран-при. Победа Виласа в Мастерс примечательна тем, что аргентинец, предпочитавший грунтовые корты, за свою карьеру редко выигрывал на траве, но именно этот мельбурнский стадион стал для него счастливым — впоследствии он дважды выиграет на нём Открытый чемпионат Австралии. На групповом этапе итогового турнира 1974 года Вилас победил Бьорна Борга и Джона Ньюкомба, а в финале взял верх над Илие Настасе, до этого трижды подряд побеждавшим на Мастерс, и в традиционной ежегодной иерархии газеты Daily Telegraph занял вторую строчку среди сильнейших теннисистов мира. Ещё четыре титула он завоевал в парном разряде (три из них — с испанцем Мануэлем Орантесом).
В 1975 году Вилас поднялся до второго места в мире и в официальном рейтинге ATP. После этого на Открытом чемпионате Франции он впервые пробился в финал турнира Большого шлема, но не сумел противостоять Боргу. На Уимблдонском турнире, на нелюбимом им травяном газоне, он дошёл до четвертьфинала, на Открытом чемпионате США и в очередном розыгрыше Мастерс — до полуфинала, а в менее престижных турнирах завоевал пять титулов и дважды проиграл в финалах. На следующий год в его активе было шесть титулов и три поражения в финалах (включая Открытый чемпионат Италии, где он уступил в финале местной звезде Адриано Панатте, и итоговый турнир WCT в Далласе, где его обыграл Борг), на Открытом чемпионате США и в Мастерс он дошёл до полуфинала, а на Открытом чемпионате Франции и на Уимблдоне — до четвертьфинала. В этом сезоне, впервые за четыре года, он не выиграл ни одного турнира в парном разряде, но в конце года его партнёром на корте и постоянным тренером стал румынский ветеран Ион Цириак.

### 1977—1979
Сотрудничество с Цириаком уже на следующий год принесло свои плоды. Вместе они выиграли четыре турнира, но основных успехов Вилас добился в одиночном разряде. За год он установил сразу несколько рекордов Открытой эры: выиграл 17 турниров, повторив рекорд Рода Лейвера, выиграл 145 матчей за год и провёл беспроигрышную серию из 46 матчей подряд. Эти три рекорда не побиты до сих пор. Ещё один рекорд, установленный Виласом в 1977 году, — 53 победы подряд на грунтовых кортах — был побит почти 30 лет спустя Рафаэлем Надалем. 17 титулов, завоёванных Виласом за сезон, включали победы на Открытых чемпионатах Франции и США — оба турнира в этот год проводились на грунте. После того, как его победная серия из 46 матчей была прервана в финале турнира в Экс-ан-Провансе, где он отказался от продолжения матча, проиграв первых два сета Илие Настасе, выступавшему с нестандартной ракеткой со сдвоенными струнами (вскоре запрещённой правилами АТР), Вилас выиграл ещё 28 матчей подряд — до поражения в полуфинале Мастерс от Борга. Он стал самым высокооплачиваемым теннисистом 1977 года, заработав более 800 тысяч долларов, в том числе приз в размере 300 тысяч долларов за лучшие показатели в турнирах Гран-при. Несмотря на выдающийся результат, Вилас, однако, не был однозначным лидером сезона. В этом году мировой теннис возглавляли, наряду с ним, Борг, не участвовавший в Открытом чемпионате Франции, но победивший на Уимблдоне, а в общей сложности выигравший 13 турниров с 92 % побед за год (81 победа и 7 поражений), и Джимми Коннорс, проигравший Боргу на Уимблдоне, а Виласу в финале Открытого чемпионата США. В итоге Коннорс, обыграв в первой половине сезона Дика Стоктона в итоговом турнире WCT, а в его конце Борга в финале Мастерс, сохранил за собой первую строчку в рейтинге ATP; Борг, до этого ведший в счёте во встречах за сезон у обоих соперников, занял первое место в мире по итогам сезона в рейтинге Daily Telegraph; а Вилас стал первым в иерархии, составляемой журналом World Tennis. Интересно, что в 2010 году Филиппо Радикки, автор статьи в онлайн-журнале PLoS ONE, проведший математический анализ всех матчей 1977 года, пришёл к выводу, что по уровню игры Вилас превосходил Коннорса, официально завершившего год на первом месте в рейтинге.
За 1978 год Вилас выиграл шесть турниров — заметно меньше, чем за предыдущий сезон. Тем не менее он второй раз подряд добрался до финала Открытого чемпионата Франции, а затем, на рубеже 1978 и наступающего 1979 года, успешно отыграл в Открытом чемпионате Австралии, завоевав свой второй за карьеру титул на крупном турнире на травяном покрытии. Эта победа состоялась на том же стадионе, где за четыре года до этого Вилас выиграл турнир Мастерс. После этого в 1979 году Вилас выиграл четыре турнира в одиночном разряде, включая второй подряд Открытый чемпионат Австралии, и пять раз проиграл в финале. Помимо этого, и в 1978, и в 1979 годах он завоевал по два титула в паре с Цириаком.

### 1980—1983
В 1980 году, помимо Виласа, под аргентинским флагом уже выступал ещё один игрок сопоставимого уровня — Хосе-Луис Клерк. Два аргентинских ведущих игрока не любили друг друга, но выступали плечом к плечу в международных командных турнирах. Это сотрудничество включало совместную игру левши Виласа и правши Клерка в парном разряде. Их сотрудничество принесло плоды уже в 1980 году, когда аргентинская сборная сначала разгромила команду США в межзональном американском финале Кубка Дэвиса, а затем выиграла Кубок наций в Дюссельдорфе, победив в том числе команды Чехословакии и Швеции. В полуфинале Кубка Дэвиса, однако, чехословаки взяли реванш, победив аргентинцев 3-2. Вилас проиграл свой матч молодому Ивану Лендлу, а потом в паре с Клерком не сумел на равных противостоять Лендлу и Томашу Шмиду, и в итоге его заключительный поединок оказался пустой формальностью. На индивидуальном уровне Вилас завоевал всего три титула, но ещё четыре раза играл в финалах, включая престижные грунтовые турниры в Монте-Карло, Гамбурге и Барселоне, на Открытом чемпионате Франции дошёл до четвертьфинала, а на Открытом чемпионате Австралии до полуфинала.
В 1981 году аргентинская сборная добилась нового успеха. Победив команды ФРГ, Румынии и Великобритании, аргентинцы впервые в истории дошли до финала Кубка Дэвиса. В финале им вновь противостояли американцы и на этот раз, на ковровом покрытии Цинциннати, сборная США не дала южноамериканцам взять верх. Тем не менее борьба была исключительно острой: даже в парной игре, где лучшей паре мира Джон Макинрой — Питер Флеминг противостояли редко игравшие вместе Вилас и Клерк, аргентинцы имели шансы на победу, проиграв только в пятом сете со счётом 11-9, причём Вилас подавал матч-бол в пятом сете при счёте 7-6 в пользу аргентинской пары. На индивидуальном уровне успехи Виласа были похожи на прошлогодние: он выиграл только три турнира и на этот раз не дошёл до последних кругов на турнирах Большого шлема, но при этом ещё семь раз играл в финалах менее высокого ранга, в том числе в Монте-Карло и Барселоне.
1982 год сложился для Виласа более удачно на индивидуальном уровне: он выиграл семь турниров и пять раз играл в финалах, в том числе на Открытом чемпионате Франции, где проиграл молодому и более выносливому Матсу Виландеру. На Открытом чемпионате США и итоговом турнире Мастерс он добрался до полуфинала, где его остановили соответственно Джимми Коннорс и Джон Макинрой, и закончил год на четвёртом месте в рейтинге АТР. Следующий год, однако, стал для него последним в Top-10 мирового тенниса: он выиграл только три турнира и столько же раз проиграл в финале, закончив сезон на 11-м месте в рейтинге. В Кубке Дэвиса он, однако, снова блеснул, нанеся вдвоём с Клерком третье поражение за семь лет сборной США, которая помимо этих двух матчей не проигрывала за это время никому, четырежды выиграв главный командный трофей мира. Аргентинцы дошли до полуфинала, где проиграли ведомой Матсом Виландером сборной Швеции.

### Завершение карьеры
В 1984 году Вилас провёл свой последний матч за сборную в Кубке Дэвиса и помог команде Аргентины обыграть сборную ФРГ. Этот сезон стал первым за 12 лет, в котором Вилас не выиграл ни одного турнира, и его лучшими результатами стали выходы в полуфинал в Гамбурге и Вашингтоне. В 1985 году такой выход в полуфинал был уже один — на чемпионате США на грунтовых кортах в Бостоне. Тем не менее Вилас оставался опасным соперником для теннисистов любого уровня, что он доказал и в этом году, победив двенадцатую ракетку мира Аарона Крикстейна, и в следующем, когда дошёл до финала турнира Гран-при в Нью-Йорке, победив по ходу Йоакима Нюстрема, занимавшего в рейтинге восьмое место. В 1986 году ему удалось также дойти до четвертьфинала Открытого чемпионата Франции.
Финал в Нью-Йорке стал последним для Виласа в турнирах Гран-при. Однако он продолжал активно играть ещё несколько лет, только в 1989 году перейдя окончательно на турниры класса серии Challenger. В «челленджерах» он выступал до 40 лет и завершил выступления в профессиональных турнирах только в конце 1992 года, уже в ранге члена Международного зала теннисной славы, куда его ввели в 1991 году — первым из представителей Южной Америки.

## Стиль игры
Прозванный «бычком из пампасов», Гильермо Вилас обладал мощным телосложением. На корте он отличался выносливостью и терпением, изматывая соперников своей мощной и надёжной игрой с задней линии, посылая один кручёный мяч за другим с постоянством, по определению историка тенниса Бада Коллинза, «разрушительного метронома». Тем не менее он не пренебрегал и игрой у сетки, благодаря ей, в частности, переломив ход финального матча Открытого чемпионата США 1977 года против Джимми Коннорса.
Хотя при случае Вилас мог выигрывать на травяном газоне (в частности, одержав 16 побед подряд в Открытом чемпионат Австралии), его любимым покрытием оставался грунт. Почти 3/4 своих титулов он завоевал на грунтовых кортах. При этом он не был абсолютным мировым лидером на грунте — баланс встреч на этом покрытии между ним и двумя его главными соперниками, Джимми Коннорсом и Бьорном Боргом, сложился не в его пользу, что особенно ярко выражается в случае с Боргом: на грунтовых кортах Вилас проиграл Боргу 11 матчей, выиграв всего два, тогда как на других покрытиях счёт был 6-3 в пользу Борга. Даже в триумфальном 1977 году Вилас дважды проиграл Боргу на грунте — в Ницце и Монте-Карло.

## Участие в финалах турниров Большого шлема за карьеру

### Одиночный разряд (8)

#### Победы (4)
| №  | Год  | Турнир                           | Покрытие | Соперник в финале | Счёт в финале       |
| -- | ---- | -------------------------------- | -------- | ----------------- | ------------------- |
| 1. | 1977 | Открытый чемпионат Франции       | Грунт    | Брайан Готтфрид   | 6-0, 6-3, 6-0       |
| 2. | 1977 | Открытый чемпионат США           | Трава    | Джимми Коннорс    | 2-6, 6-3, 7-64, 6-0 |
| 3. | 1978 | Открытый чемпионат Австралии     | Трава    | Джон Маркс        | 6-4, 6-4, 3-6, 6-3  |
| 4. | 1979 | Открытый чемпионат Австралии (2) | Трава    | Джон Садри        | 7-64, 6-3, 6-2      |

#### Поражения (4)
| №  | Год  | Турнир                         | Покрытие | Соперник в финале | Счёт в финале       |
| -- | ---- | ------------------------------ | -------- | ----------------- | ------------------- |
| 1. | 1975 | Открытый чемпионат Франции     | Грунт    | Бьорн Борг        | 2-6, 3-6, 4-6       |
| 2. | 1977 | Открытый чемпионат Австралии   | Трава    | Роско Таннер      | 3-6, 3-6, 3-6       |
| 3. | 1978 | Открытый чемпионат Франции (2) | Грунт    | Бьорн Борг        | 1-6, 1-6, 3-6       |
| 4. | 1982 | Открытый чемпионат Франции (3) | Грунт    | Матс Виландер     | 6-1, 6-76, 0-6, 4-6 |

1. ↑  Январь 1977 года

## Участие в финалах турнира Мастерс

### Одиночный разряд (1)
Победа (1)
| Год  | Место проведения    | Покрытие | Соперник в финале | Счёт в финале           |
| ---- | ------------------- | -------- | ----------------- | ----------------------- |
| 1974 | Мельбурн, Австралия | Трава    | Илие Настасе      | 7-6, 6-2, 3-6, 3-6, 6-4 |

## Титулы за карьеру

### Одиночный разряд (62)
| №   | Дата        | Турнир                                 | Покрытие | Соперник в финале    | Счёт в финале            |
| --- | ----------- | -------------------------------------- | -------- | -------------------- | ------------------------ |
| 1.  | 24 ноя 1973 | Буэнос-Айрес, Аргентина                | Грунт    | Бьорн Борг           | 3-6, 6-7, 6-4, 6-6 отказ |
| 2.  | 14 июл 1974 | Гштад, Швейцария                       | Грунт    | Мануэль Орантес      | 6-1, 6-2                 |
| 3.  | 21 июл 1974 | Хилверсюм, Нидерланды                  | Грунт    | Барри Филлипс-Мур    | 6-4, 6-2, 1-6, 6-3       |
| 4.  | 5 авг 1974  | Луисвилл, Кентукки, США                | Грунт    | Хайме Фильоль        | 6-4, 7-5                 |
| 5.  | 12 авг 1974 | Монреаль, Канада                       | Хард     | Мануэль Орантес      | 6-4, 6-2, 6-3            |
| 6.  | 27 окт 1974 | Тегеран, Иран                          | Грунт    | Рауль Рамирес        | 6-0, 6-3, 6-1            |
| 7.  | 24 ноя 1974 | Буэнос-Айрес (2)                       | Грунт    | Мануэль Орантес      | 6-3, 0-6, 7-5, 6-2       |
| 8.  | 10 дек 1974 | Мастерс, Мельбурн, Австралия           | Трава    | Илие Настасе         | 7-6, 6-2, 3-6, 3-6, 6-4  |
| 9.  | 7 мая 1975  | Мюнхен, ФРГ                            | Грунт    | Карл Майлер          | 2-6, 6-0, 6-2, 6-3       |
| 10. | 14 июл 1975 | Хилверсюм (2)                          | Грунт    | Желько Франулович    | 6-4, 6-7, 6-2, 6-3       |
| 11. | 21 июл 1975 | Вашингтон, США                         | Грунт    | Гарольд Соломон      | 6-1, 6-3                 |
| 12. | 5 авг 1975  | Луисвилл (2)                           | Грунт    | Илие Настасе         | 6-4, 6-3                 |
| 13. | 10 ноя 1975 | Буэнос-Айрес (3)                       | Грунт    | Адриано Панатта      | 6-1, 6-4, 6-4            |
| 14. | 17 фев 1976 | Сент-Луис, США                         | Ковёр    | Виджай Амритрадж     | 4-6, 6-0, 6-4            |
| 15. | 24 фев 1976 | Форт-Уэрт, США                         | Хард     | Фил Дент             | 6-74, 6-1, 6-1           |
| 16. | 13 апр 1976 | Монте-Карло, Монако                    | Грунт    | Войтек Фибак         | 6-1, 6-1, 6-4            |
| 17. | 17 авг 1976 | Монреаль (2)                           | Хард     | Войтек Фибак         | 6-4, 7-6, 6-2            |
| 18. | 15 ноя 1976 | Сан-Паулу, Бразилия                    | Ковёр    | Хосе Игерас          | 6-3, 6-0                 |
| 19. | 22 ноя 1976 | Буэнос-Айрес (4)                       | Грунт    | Хайме Фильоль        | 6-2, 6-2, 6-3            |
| 20. | 7 фев 1977  | Спрингфилд, Массачусетс, США           | Ковёр    | Стэн Смит            | 3-6, 6-0, 6-3, 6-2       |
| 21. | 14 апр 1977 | Буэнос-Айрес (5)                       | Грунт    | Войтек Фибак         | 6-4, 6-3, 6-0            |
| 22. | 19 апр 1977 | Вирджиния-Бич, США                     | Хард     | Илие Настасе         | 6-2, 4-6, 6-2            |
| 23. | 23 мая 1977 | Открытый чемпионат Франции, Париж      | Грунт    | Брайан Готтфрид      | 6-0, 6-3, 6-0            |
| 24. | 11 июл 1977 | Кицбюэль, Австрия                      | Грунт    | Ян Кодеш             | 5-7, 6-2, 4-6, 6-3, 6-2  |
| 25. | 18 июл 1977 | Вашингтон (2)                          | Грунт    | Брайан Готтфрид      | 6-4, 7-5                 |
| 26. | 25 июл 1977 | Луисвилл (3)                           | Грунт    | Эдди Диббс           | 1-6, 6-0, 6-1            |
| 27. | 31 июл 1977 | Саут-Орейндж, Нью-Джерси, США          | Грунт    | Роско Таннер         | 6-4, 6-1                 |
| 28. | 8 авг 1977  | Колумбус, Огайо, США                   | Грунт    | Брайан Готтфрид      | 6-2, 6-1                 |
| 29. | 31 авг 1977 | Открытый чемпионат США, Нью-Йорк       | Грунт    | Джимми Коннорс       | 2-6, 6-3, 7-64, 6-0      |
| 30. | 19 сен 1977 | Париж                                  | Грунт    | Кристоф Роже-Васслен | 6-2, 6-1, 7-6            |
| 31. | 3 окт 1977  | Тегеран (2)                            | Грунт    | Эдди Диббс           | 6-2, 6-4, 1-6, 6-1       |
| 32. | 7 ноя 1977  | Богота, Колумбия                       | Грунт    | Хосе Игерас          | 6-1, 6-2, 6-3            |
| 33. | 14 ноя 1977 | Сантьяго, Чили                         | Грунт    | Хайме Фильоль        | 6-0, 2-6, 6-4            |
| 34. | 21 ноя 1977 | Буэнос-Айрес (6)                       | Грунт    | Хайме Фильоль        | 6-2, 7-5, 3-6, 6-3       |
| 35. | 28 ноя 1977 | Йоханнесбург, ЮАР                      | Хард     | Бастер Моттрам       | 7-6, 6-3, 6-4            |
| 36. | 15 мая 1978 | Гамбург, ФРГ                           | Грунт    | Войтек Фибак         | 6-2, 6-4, 6-2            |
| 37. | 23 мая 1978 | Мюнхен (2)                             | Грунт    | Бастер Моттрам       | 6-1, 6-3, 6-3            |
| 38. | 10 июл 1978 | Гштад (2)                              | Грунт    | Хосе Луис Клерк      | 6-3, 7-6, 6-4            |
| 39. | 30 июл 1978 | Саут-Орейндж (2)                       | Грунт    | Хосе Луис Клерк      | 6-1, 6-3                 |
| 40. | 25 сен 1978 | Экс-ан-Прованс, Франция                | Грунт    | Хосе Луис Клерк      | 6-3, 6-0, 6-3            |
| 41. | 24 окт 1978 | Базель, Швейцария                      | Ковёр    | Джон Макинрой        | 6-3, 5-7, 7-5, 6-4       |
| 42. | 26 дек 1978 | Открытый чемпионат Австралии, Мельбурн | Трава    | Джон Маркс           | 6-4, 6-4, 3-6, 6-3       |
| 43. | 1 янв 1979  | Хобарт, Австралия                      | Трава    | Марк Эдмондсон       | 6-4, 6-4                 |
| 44. | 14 июл 1979 | Вашингтон (3)                          | Грунт    | Виктор Печчи         | 7-6, 7-6                 |
| 45. | 19 ноя 1979 | Буэнос-Айрес (7)                       | Грунт    | Хосе Луис Клерк      | 6-1, 6-2, 6-2            |
| 46. | 24 дек 1979 | Открытый чемпионат Австралии (2)       | Трава    | Джон Садри           | 7-64, 6-3, 6-2           |
| 47. | 19 мая 1980 | Рим, Италия                            | Грунт    | Янник Ноа            | 6-0, 6-4, 6-4            |
| 48. | 21 июл 1980 | Кицбюэль (2)                           | Грунт    | Иван Лендл           | 6-3, 6-2, 6-2            |
| 49. | 8 сен 1980  | Палермо, Италия                        | Грунт    | Пол Макнами          | 6-4, 6-0, 6-0            |
| 50. | 2 фев 1981  | Мар-дель-Плата, Аргентина              | Грунт    | Виктор Печчи         | 2-6, 6-3, 2-1 отказ      |
| 51. | 9 мар 1981  | Каир, Египет                           | Грунт    | Петер Эльтер         | 6-2, 6-3                 |
| 52. | 6 апр 1981  | Хьюстон, Техас, США                    | Грунт    | Сэмми Джаммалва      | 6-2, 6-4                 |
| 53. | 1 фев 1982  | Буэнос-Айрес (8)                       | Грунт    | Алехандро Гансабаль  | 6-2, 6-4                 |
| 54. | 13 мар 1982 | Роттердам, Нидерланды                  | Ковёр    | Джимми Коннорс       | 0-6, 6-2, 6-4            |
| 55. | 22 мар 1982 | Милан, Италия                          | Ковёр    | Джимми Коннорс       | 6-3, 6-3                 |
| 56. | 5 апр 1982  | Монте-Карло (2)                        | Грунт    | Иван Лендл           | 6-1, 7-6, 6-3            |
| 57. | 26 апр 1982 | Мадрид, Испания                        | Грунт    | Иван Лендл           | 6-7, 4-6, 6-0, 6-3, 6-3  |
| 58. | 12 июл 1982 | Бостон, США                            | Грунт    | Мел Пёрселл          | 6-4, 6-0                 |
| 59. | 19 июл 1982 | Кицбюэль (3)                           | Грунт    | Маркус Осевар        | 7-6, 6-1                 |
| 60. | 7 фев 1983  | Ричмонд, Виргиния, США                 | Ковёр    | Стив Дентон          | 6-3, 7-5, 6-4            |
| 61. | 21 фев 1983 | Делрей-Бич, Флорида, США               | Грунт    | Павел Сложил         | 6-1, 6-4, 6-0            |
| 62. | 18 июл 1983 | Кицбюэль (4)                           | Грунт    | Анри Леконт          | 7-6, 4-6, 6-4            |

### Парный разряд (16)
| №   | Дата        | Турнир                        | Покрытие | Партнёр         | Соперники в финале                | Счёт в финале      |
| --- | ----------- | ----------------------------- | -------- | --------------- | --------------------------------- | ------------------ |
| 1.  | 24 ноя 1973 | Буэнос-Айрес, Аргентина       | Грунт    | Рикардо Кано    | Патрисио Корнехо Иван Молина      | 7-6, 6-3           |
| 2.  | 21 июл 1974 | Хилверсюм, Нидерланды         | Грунт    | Тито Васкес     | Лито Альварес Хулиан Гансабаль    | 6-2, 3-6, 6-1, 6-2 |
| 3.  | 12 авг 1974 | Монреаль, Канада              | Хард     | Мануэль Орантес | Ханс-Юрген Поман Юрген Фассбендер | 6-1, 2-6, 6-2      |
| 4.  | 27 окт 1974 | Тегеран, Иран                 | Грунт    | Мануэль Орантес | Брайан Готтфрид Рауль Рамирес     | 7-6, 2-6, 6-2      |
| 5.  | 24 ноя 1974 | Буэнос-Айрес (2)              | Грунт    | Мануэль Орантес | Патрисио Корнехо Хайме Фильоль    | 6-4, 6-3           |
| 6.  | 20 июл 1975 | Хилверсюм (2)                 | Грунт    | Войтек Фибак    | Джон Ллойд Желько Франулович      | 6-4, 6-3           |
| 7.  | 5 авг 1975  | Луисвилл, Кентукки, США       | Грунт    | Войтек Фибак    | Ананд Амритрадж Виджай Амритрадж  | без игры           |
| 8.  | 13 окт 1975 | Барселона, Испания            | Грунт    | Бьорн Борг      | Карл Майлер Войтек Фибак          | 3-6, 6-4, 6-3      |
| 9.  | 17 янв 1977 | Балтимор, Мэриленд, США       | Ковёр    | Ион Цириак      | Росс Кейс Ян Кодеш                | 6-3, 6-7, 6-4      |
| 10. | 28 мар 1977 | Ницца, Франция                | Грунт    | Ион Цириак      | Крис Кейчел Крис Льюис            | 6-4, 6-1           |
| 11. | 3 окт 1977  | Тегеран (2)                   | Грунт    | Ион Цириак      | Фрю Макмиллан Боб Хьюитт          | 1-6, 6-1, 6-4      |
| 12. | 21 ноя 1977 | Буэнос-Айрес (3)              | Грунт    | Ион Цириак      | Рикардо Кано Антонио Муньос       | 6-4, 6-0           |
| 13. | 23 мая 1978 | Мюнхен, ФРГ                   | Грунт    | Ион Цириак      | Юрген Фассбендер Том Оккер        | 3-6, 6-4, 7-6      |
| 14. | 25 сен 1978 | Экс-ан-Прованс, Франция       | Грунт    | Ион Цириак      | Ян Кодеш Томаш Шмид               | 7-6, 6-1           |
| 15. | 19 мар 1979 | Сан-Хосе, Коста-Рика          | Хард     | Ион Цириак      | Ананд Амритрадж Колин Дибли       | 6-4, 2-6, 6-4      |
| 16. | 29 июл 1979 | Норт-Конвей, Нью-Гэмпшир, США | Грунт    | Ион Цириак      | Джон Садри Тим Уилкисон           | 6-4, 7-6           |

## Выступления на командных турнирах

### Финалы командных турниров (2)
| Результат | Год  | Турнир       | Команда                                      | Соперник в финале                               | Счёт |
| --------- | ---- | ------------ | -------------------------------------------- | ----------------------------------------------- | ---- |
| Победа    | 1980 | Кубок наций  | Аргентина Г. Вилас, К. Гаттикер, Х. Л. Клерк | Италия К. Барадзутти, П. Бертолуччи, А. Панатта | 2-1  |
| Поражение | 1981 | Кубок Дэвиса | Аргентина Г. Вилас, Х. Л. Клерк              | США Р. Таннер, Д. Макинрой, П. Флеминг          | 1-3  |